# Морозобоїна

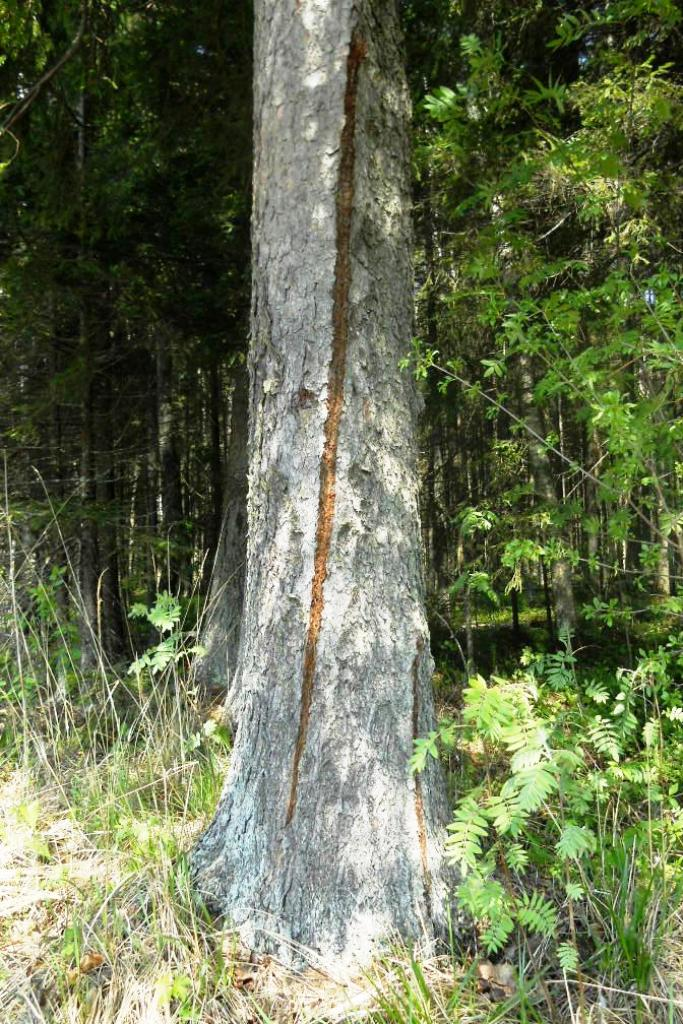
Морозобоїна на стовбурі ялини

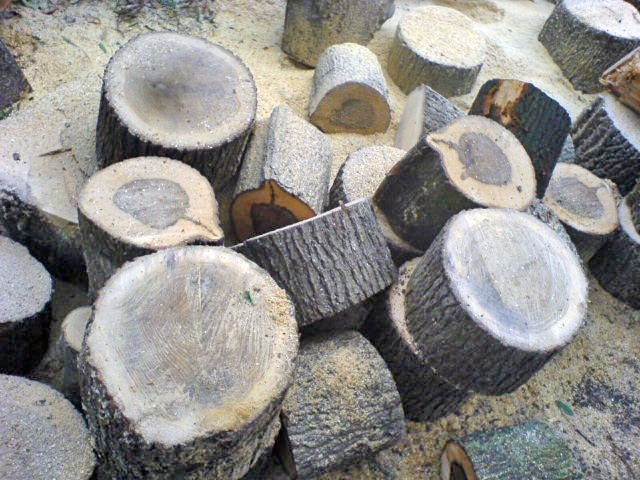
На деяких кавалках ядрової деревини помітні морозобійні хребти

Трі́щина-морозобо́їна, або морозобо́їна — пошкодження стовбурів великих дерев у вигляді радіальної тріщини, спричинені різким охолодженням деревини. Таке явище разом із сонячними опіками кори дерев спостерігають наприкінці зими — на початку весни, коли відбувається сильне нагрівання кори вдень і різке охолодження її вночі. Частіше від морозобоїн страждають дерева з високим штамбом. Залежно від ступеня розвитку морозобоїни на поверхні стовбура бувають як відкриті, так і закриті тріщини. Останні можна визначити по здуттю чи по гребенях, що виникають зовні стовбура від розростання кори і деревини при загоєнні ушкодження, рідше — як відкриті без здуття, при виникненні тріщин першого року.
У довжину морозобоїни можуть поширюватися на значну частину стовбура, углиб — до серцевини. Найчастіше вони виникають у прикореневій частині стовбура. Спочатку морозобоїна виглядає як тріщина, що тягнеться уздовж стовбура на різну довжину і має напрямок, паралельний волокнам деревини. Волокна деревини рідко йдуть суто вертикально, тому, зазвичай морозобоїна може косо змінювати напрямок відповідно напрямку волокон, що опосередковано може дати підказку щодо косоволокності дерева.

## Виникнення та розвиток

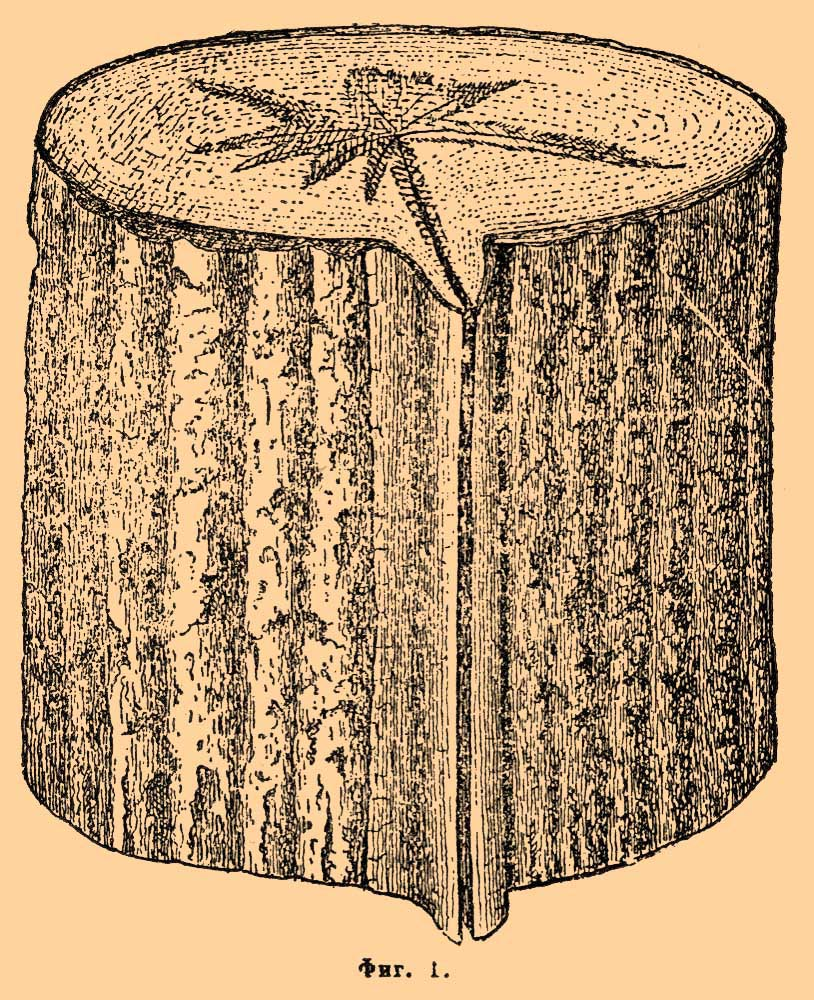
Довга щілина-морозобоїна, що провокує розповсюдження гнилі

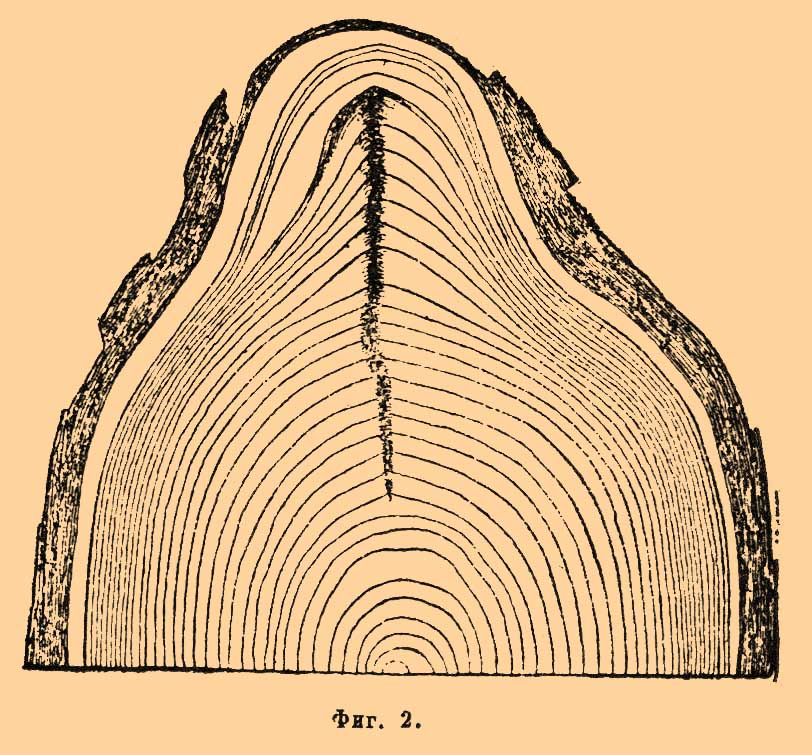
Поступовий наплив кори та заростання щілини

Існують різні версії утворення морозних тріщин. Однією з причин називається значна різниця в деформації деревини в тангентальному і радіальному напрямках при охолодженні, що спричинює критичні напруження та розрив тканин, чому в значній мірі сприяє розширення води при її замерзанні в центральній частині стовбура. Б. С. Чудінов особливе значення надає так званому внутрішньому сушінню деревини при заморожуванні, величина якого визначається ступенем зневоднення клітинних оболонок, що залежить від вологості і температури деревини. Найбільша усадка виникає, якщо вологість деревини дещо перевершує значення межі гігроскопічності.
Найменш імовірною причиною виникнення морозобоїн вважається значний перепад температур між центральними і периферійними частинами стовбура, коли при раптовому зниженні температури зовнішні шари деревини охолоджуються і стискаються сильніше внутрішніх.
Тріщини ці утворюються відразу, поява їх супроводжується сильним тріском. При подальшому підвищенні температури стиснуті зовнішні шари знову приймають попередній обсяг, тріщина закривається настільки щільно, що влітку важко буває помітити новоутворені взимку морозобоїни.
Влітку поділ клітин камбію сприяє заростанню розриву, причому в цьому місці завдяки ослабленому тиску кори утворюваний шар деревини має особливо значну ширину і відрізняється малою щільністю. Внаслідок цього наступної зими навіть при порівняно слабкому морозі утворюється тріщина на цьому ж місці, що знову заростає широким шаром наступного літа. Зрештою повторюване розтріскування деревини в одному й тому ж місці та відкладення в цьому місці особливо широкого річного шару призводить до утворення на поверхні стовбура помітного піднесення — морозобійного хребта. Досягши значних розмірів, хребет послаблює натяг, спричинений стисканням під впливом морозу зовнішніх шарів деревини, внаслідок чого припиняються розриви нових річних шарів і тріщина заростає, а за декілька років може розгладитись сама нерівність, утворена морозобійним хребтом.
Описаний хід пошкодження морозом спостерігається порівняно рідко, в тих випадках, коли морозобоїна не є місцем зараження деревини будь-яким паразитичним грибом. Якщо таке зараження відбудеться, то діяльність камбіального шару пригнічується, і тріщина не заростає. Зараження, втім, найчастіше відбувається лише через кілька років, коли встигає утворитися морозбійний хребет помітних розмірів. Тоді вершина хребта відкривається тріщиною, а гниль поширюється всередину стовбура, у напрямку серцеподібних променів, до серцевини, від якої розходиться врізнобіч.
Особливо часто ушкоджуються морозом стовбури дерев, що ростуть поодинці на узліссях. Шкідлива дія морозу виявляється на низинних місцях (так званих морозних гніздах) і на сирих ґрунтах. Часто вказують, що морозобойні тріщини з'являються переважно на північному або північно-східному боці стовбурів, але це не відповідає дійсності.

## Морозобоїна в різних породах деревини
Найбільшою мірою морозобоїнами вражаються товсті стовбури дерев твердих листяних порід: клена, бука, дуба, ясена, горіха. Найчастіше отримує морозні тріщини на стовбурі гіркокаштан. Проте, і на м'яких листяних породах — осиці та липі — морозобоїни є частим явищем. Хвойні уражаються значно менше, проте у ялиці зазначають часте утворення внутрішніх тангентальних морозних тріщин.

## Вплив на якість деревини
Будь-яка морозобоїна або морозобійний хребет свідчить про значну ймовірність ураження стовбура гнилизною, а відкрита морозна тріщина є надійною ознакою ядерної гнилизни. Технічні якості деревини знижуються внаслідок неправильного відкладення річних шарів і порушення цілісності стовбура. Тому дерева, пошкоджені морозом, слід видаляти при прохідному вирубуванні з насаджень, в яких бажають вирощувати виробні стовбури. Найбільше погіршують якість деревини гвинтоподібні морозобоїни, спричинені навскоси розміщеними волокнами стовбура.

## Лікування
Лікують морозобоїни, як правило, на плодових деревах, де таке ушкодження є частою причиною інфікування та всихання дерев, зниження урожайності. Приступають до лікування морозобоїн навесні. Рану звільняють від мертвої кори, протирають її поверхню 5 % розчином мідного купоросу і ретельно замазують садовим варом або його відповідниками. Якщо тріщина дуже велика і глибока, то стовбур туго стягують дротом під який, на місце рани, підкладають невеликі дерев'яні дощечки. Цю дію повторюють кожної весни до повного загоєння рани. Побілка стовбура і скелетних гілок плодових дерев вапняним розчином (або крейдяним глинистим, якщо кора молода) захищає дерева від сонячних опіків та морозобоїн, а також від шкідників. Біла поверхня стовбура, вкрита вапном, відбиває прямі сонячні промені, і тому дія різких коливань температури дня і ночі знижується. Коли ж опік або морозобоїна охопила коротку, але широку ділянку штамба, доцільно застосувати щеплення містком (пара живців вживлюється нижніми зрізами у здорові нижні краї рани, а верхніми — у верхні краї рани).

## Громобоїна

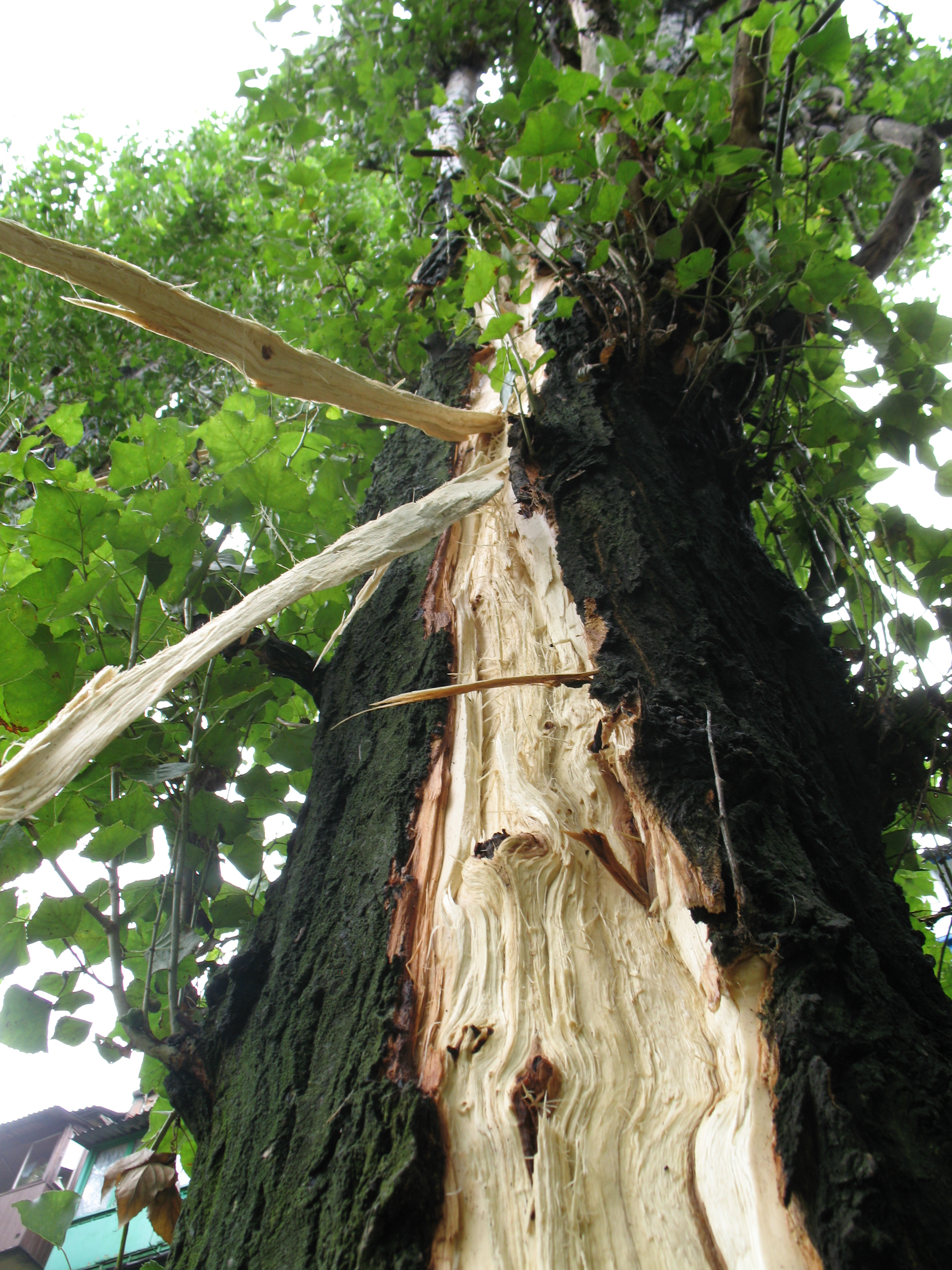
Дерево, вражене блискавкою

Громобоїни спричиняють удари блискавки в дерево. Як ваду деревини, їх за стандартом прирівнюють до морозних тріщин. Проходять вони зазвичай по всій довжині дерева — від верхівки до кореневих лап. На поперечному спилі є тріщинами або жолобками різної глибини, в деяких випадках проходять у внутрішніх шарах стовбура і не помітні на його поверхні. Появі особливо великих громобоїн сприяє наявність значної кількості вологи в живих деревах, яка швидко випаровується. Зазвичай громобоїна супроводжується ушкодженнями кори зі сколами і відщепленням поверхневих шарів деревини. Старі зарослі громобійні тріщини не відрізняються від морозних.
Громобоїни трапляються на всіх породах дерев, особливо на хвойних, а з листяних найчастіше на дубі, білій акації, ясені та на ільмових. Порівняно рідко уражаються граб, чорна вільха і береза. Найрідше страждає від блискавки бук. На частоту ураження блискавкою, ймовірно, впливає вміст в деревині різних порід масел, що знижують токопровідність..